# Fanfaren der Liebe (1928)
Fanfaren der Liebe (Originaltitel: Drums of Love) ist ein 1927 entstandenes, US-amerikanisches Stummfilm-Historiendrama von D. W. Griffith mit Mary Philbin und Lionel Barrymore in den Hauptrollen. Die Geschichte basiert auf der Oper Francesca da Rimini.

## Handlung
In einem Spanien längst vergangener Zeiten. Erzählt wird die klassische Geschichte einer Frau zwischen zwei Männern. Als Prinzessin Emanuella herausfindet, dass ihr Vater und sein Besitz in Gefahr sind, rettet sie seine Existenz, indem sie Herzog Cathos de Alvia heiratet, einen abstoßenden, buckligen alten Mann. In Wirklichkeit liebt sie dessen jüngeren Bruder Leonardo, den Graf Leonardo de Alvia, mit dem sie bereits eine Affäre hat. Auch nach der Eheschließung setzt das Paar, das keines sein sollte, ihre Beziehung heimlich fort.
Derweil werden die beiden vom bösartigen Hofnarr Bopi bei ihrem Treiben beobachtet. Der berichtet sofort Cathos von seinen Erkenntnissen, woraufhin der Herzog dem Liebespaar auflauert und sie in flagranti erwischt. Außer sich vor Zorn, sticht der alte Herzog seine untreue Gattin Emanuella und seinen Bruder Leonardo nieder. In einem alternativen Ende stechen Bopi und Cathos aufeinander ein. Im Sterben liegend, verzeiht in dieser Fassung Cathos seinem Bruder für dessen „Frauenraub“. Die erste „Happy-End“-Version wie auch die tragische zweite Fassung lief nachgewiesenermaßen auch in den österreichischen (und vermutlich auch deutschen) Kinos.

## Produktionsnotizen
Gedreht im Oktober und November 1927, erlebte Fanfaren der Liebe die Weltpremiere am 24. Januar 1928 in New York. Massenstart war am 31. März desselben Jahres. Die deutsche Erstaufführung fand im Oktober 1928 statt. In Österreich lief der Film im November 1929 auch unter dem Zweittitel Das Fleisch und der Teufel an.
Die Filmbauten schuf William Cameron Menzies. Griffiths langjähriger Kameramann aus der Frühzeit beider Schaffen, Billy Bitzer, assistierte hier Chefkameramann Karl Struss.

## Kritiken
In der Wiener Allgemeinen Zeitung stand zu lesen, Regisseur Griffith habe hier „ein packendes Sittenbild aus Spaniens großer Vergangenheit gestaltet“ habe. Und: „Höfischer Prunk, die blendende Pracht des spanischen Königreiches entsteht in einer Reihe herrlicher Bilder.“ Hauptdarstellerin Mary Philbin sein „eine der beseelten Schauspielerinnen des amerikanischen Films.“
Das Kleine Blatt befand: „D. W. Griffith hat diese Romanze mit großem Aufwand inszeniert. Er hat schöne Bilder geschaffen, zeigt uns höfisches Gepränge, feierliche Zeremonien, aber er hat sich kaum bemüht, uns das … Geschehen menschlich nahe zu bringen. Prunkende Uniformen, seidenstarrende Kostüme erdrücken die Darsteller. Nur Lionel Barrymore vertieft die Gestalt des gehörnten Gatten. Mary Philbin ist ein schönes Bild, nicht mehr.“
Hal Erickson schrieb: „Die glorreichen Tage des wegweisenden Filmemachers D.W. Griffith lagen längst hinter ihm, als er sich bereit erklärte, bei „Drums of Love“ Regie zu führen. […] Griffith hatte nicht mehr die volle Kontrolle über seine Filme und musste mehrere erniedrigende Zugeständnisse machen, von denen das schädlichste darin bestand, der Geschichte ein Happy End aufzuzwingen. Trotz allem, was gegen ihn arbeitete, gelang es Griffith gelegentlich, seinen alten Elan in das Geschehen einzubringen.“